# Serie A2 2000-2001 (pallavolo maschile)
La Serie A2 italiana di pallavolo maschile 2000-2001 si è svolta dal 15 ottobre 2000 al 25 aprile 2001: al torneo hanno partecipato sedici squadre di club italiane e la vittoria finale è andata per la prima volta alla Pallavolo Falconara.

## Regolamento
Le squadre hanno disputato un girone all'italiana, con gare di andata e ritorno, per un totale di trenta giornate; al termine della regular season:
- La prima classificata è promossa in Serie A1.
- Le classificate dal secondo al quinto posto hanno acceduto ai play-off promozione, strutturati in semifinali e finale, entrambe giocate al meglio di due vittorie su tre gare: la vincitrice è promossa in Serie A1.
- Le ultime quattro classificate sono retrocesse in Serie B1.

## Le squadre partecipanti
Le squadre partecipanti furono 16. Alver Lamezia Terme, BM2 Asti, Cinecity Mantova e Codyeco Santa Croce erano le neopromosse dalla Serie B. Ai posti liberi lasciati da Mezzolombardo e Forlì (ripescate in A-1), alle conseguenze dell'allargamento dei quadri della A1 e alla defezione di Cutrofiano sopperirono i ripescaggi di Aesse Isola della Scala, Alimenti Sardi Cagliari, Copra Piacenza e Cons.I.T. Livorno. Infine, Napoli cedette il diritto alla partecipazione alla Com Cavi Multimedia Salerno.
| Squadra                     | Stagioni in Serie A2 | Allenatore            | Campo di gioco                         |
| --------------------------- | -------------------- | --------------------- | -------------------------------------- |
| Aesse Isola della Scala     | 2                    | Gabriele Cottarelli   | Palasport di Isola della Scala, VR     |
| Alimenti Sardi Cagliari     | 2                    | Alberto Di Mattia     | Palazzetto dello Sport di Cagliari     |
| Alver Lamezia Terme         | 4                    | Boris Kolčin          | Palasport di Lamezia Terme, CZ         |
| BM2 Asti                    | 9                    | Flavio Gulinelli      | Palasport di Asti                      |
| Carifano Della Rovere Fano  | 9                    | Simone Roscini        | PalaAllende di Fano, PU                |
| Cinecity Mantova            | 8                    | Enzo Valdo            | PalaTe di Mantova                      |
| Codyeco Santa Croce         | 14                   | Riccardo Provvedi     | PalaFucecchio di Fucecchio, FI         |
| Com Cavi Multimedia Salerno | 11                   | Radovan Malević       | PalaTulimieri di Salerno               |
| Cons.I.T. Livorno           | 14                   | Roberto Montagnani    | PalaMacchia di Livorno                 |
| Copra Piacenza              | 1                    | Jurij Pančenko        | PalaBanca di Piacenza                  |
| Esse-Ti Carilo Loreto       | 5                    | Andrea Burattini      | PalaSerenelli di Loreto, AN            |
| Icom Latina                 | 4                    | Roberto Santilli      | PalaBiachini di Latina                 |
| Pony Express Kappa Torino   | 4                    | Mauro Berruto         | PalaRuffini di Torino                  |
| Sira Cucine Falconara       | 10                   | Emanuele Fracascia    | PalaRossini di Ancona                  |
| Telephonica Gioia del Colle | 8                    | Carlos Daniel Cardona | Palasport di Gioia del Colle, BA       |
| Videx Da.Mi. Grottazzolina  | 5                    | Pietro Scarduzio      | PalaGrottazzolina di Grottazzolina, AP |

## Classifica
| Pos. | Squadra                     | Pt | G  | V  | P  | SV | SP |
| ---- | --------------------------- | -- | -- | -- | -- | -- | -- |
| 1.   | Sira Cucine Falconara       | 74 | 30 | 24 | 6  | 81 | 38 |
| 2.   | Icom Latina                 | 68 | 30 | 25 | 5  | 81 | 39 |
| 3.   | Esse-Ti Carilo Loreto       | 61 | 30 | 22 | 8  | 74 | 44 |
| 4.   | Aesse Isola della Scala     | 61 | 30 | 21 | 9  | 72 | 44 |
| 5.   | Alimenti Sardi Cagliari     | 59 | 30 | 19 | 11 | 72 | 46 |
| 6.   | Videx Da.Mi. Grottazzolina  | 49 | 30 | 16 | 14 | 66 | 56 |
| 7.   | Telephonica Gioia del Colle | 47 | 30 | 16 | 14 | 64 | 60 |
| 8.   | Pony Express Kappa Torino   | 47 | 30 | 15 | 15 | 62 | 57 |
| 9.   | Alver Lamezia Terme         | 45 | 30 | 15 | 15 | 62 | 62 |
| 10.  | Cons.I.T. Livorno           | 41 | 30 | 13 | 17 | 53 | 63 |
| 11.  | BM2 Asti                    | 40 | 30 | 13 | 17 | 55 | 64 |
| 12.  | Codyeco Santa Croce         | 40 | 30 | 12 | 18 | 57 | 67 |
| 13.  | Com Cavi Multimedia Salerno | 34 | 30 | 10 | 20 | 48 | 66 |
| 14.  | Copra Piacenza              | 23 | 30 | 7  | 23 | 40 | 77 |
| 15.  | Cinecity Mantova            | 16 | 30 | 7  | 23 | 29 | 79 |
| 16.  | Carifano Della Rovere Fano  | 15 | 30 | 5  | 25 | 27 | 81 |

| Promossa in Serie A1 | Promossa dopo play-off | Retrocesse in Serie B |

## Risultati

### Tabellone
|                   | Asti | Cagliari | Falconara | Fano | Gioia del Colle | Grottazzolina | Isola della Scala | Lamezia Terme | Latina | Livorno | Loreto | Mantova | Piacenza | Salerno | Santa Croce | Torino |
| ----------------- | ---- | -------- | --------- | ---- | --------------- | ------------- | ----------------- | ------------- | ------ | ------- | ------ | ------- | -------- | ------- | ----------- | ------ |
| Asti              | XXX  | 3-2      | 1-3       | 0-3  | 2-3             | 3-2           | 0-3               | 3-1           | 3-1    | 3-2     | 0-3    | 2-3     | 3-1      | 3-0     | 3-0         | 3-1    |
| Cagliari          | 3-1  | XXX      | 1-3       | 3-1  | 3-1             | 3-1           | 3-2               | 2-3           | 3-1    | 1-3     | 1-3    | 3-0     | 3-0      | 3-0     | 3-0         | 3-0    |
| Falconara         | 3-1  | 3-0      | XXX       | 3-0  | 3-0             | 3-1           | 3-1               | 3-1           | 3-1    | 3-1     | 2-3    | 3-1     | 3-1      | 3-1     | 3-1         | 3-1    |
| Fano              | 0-3  | 0-3      | 0-3       | XXX  | 3-1             | 3-2           | 0-3               | 1-3           | 0-3    | 3-1     | 1-3    | 0-3     | 2-3      | 3-2     | 1-3         | 1-3    |
| Gioia del Colle   | 3-1  | 3-2      | 3-2       | 3-1  | XXX             | 2-3           | 3-1               | 3-2           | 3-2    | 1-3     | 3-1    | 3-0     | 3-0      | 3-1     | 3-1         | 2-3    |
| Grottazzolina     | 3-2  | 2-3      | 1-3       | 3-0  | 3-2             | XXX           | 3-1               | 3-0           | 2-3    | 3-0     | 3-0    | 3-0     | 3-0      | 3-2     | 3-2         | 3-1    |
| Isola della Scala | 3-2  | 3-1      | 3-1       | 3-0  | 3-0             | 3-1           | XXX               | 3-0           | 3-1    | 3-0     | 3-1    | 3-0     | 3-1      | 3-0     | 2-3         | 3-2    |
| Lamezia Terme     | 3-1  | 1-3      | 2-3       | 3-0  | 3-0             | 1-3           | 1-3               | XXX           | 1-3    | 0-3     | 3-2    | 3-1     | 3-1      | 3-2     | 2-3         | 3-1    |
| Latina            | 3-0  | 3-2      | 3-2       | 3-1  | 3-1             | 3-1           | 3-0               | 3-2           | XXX    | 3-0     | 3-0    | 3-0     | 3-1      | 3-1     | 3-0         | 3-2    |
| Livorno           | 3-0  | 3-1      | 0-3       | 3-1  | 3-2             | 3-0           | 2-3               | 2-3           | 0-3    | XXX     | 2-3    | 3-1     | 0-3      | 3-1     | 3-2         | 2-3    |
| Loreto            | 3-2  | 3-2      | 3-2       | 3-0  | 3-1             | 3-1           | 3-1               | 3-2           | 1-3    | 3-0     | XXX    | 3-0     | 3-0      | 3-0     | 3-0         | 3-1    |
| Mantova           | 1-3  | 0-3      | 1-3       | 3-0  | 3-2             | 0-3           | 1-3               | 0-3           | 0-3    | 0-3     | 0-3    | XXX     | 3-2      | 3-2     | 3-2         | 0-3    |
| Piacenza          | 2-3  | 0-3      | 0-3       | 3-2  | 0-3             | 3-2           | 2-3               | 1-3           | 2-3    | 3-1     | 0-3    | 3-0     | XXX      | 0-3     | 2-3         | 1-3    |
| Salerno           | 0-3  | 3-1      | 3-0       | 3-0  | 0-3             | 3-0           | 3-1               | 1-3           | 1-3    | 3-1     | 2-3    | 3-1     | 1-3      | XXX     | 3-0         | 1-3    |
| Santa Croce       | 3-1  | 2-3      | 2-3       | 3-0  | 2-3             | 1-3           | 1-3               | 3-1           | 2-3    | 2-3     | 3-2    | 3-1     | 3-1      | 3-0     | XXX         | 3-0    |
| Torino            | 3-0  | 0-3      | 1-3       | 3-0  | 3-1             | 3-2           | 3-0               | 2-3           | 2-3    | 3-0     | 1-3    | 3-0     | 3-1      | 2-3     | 3-1         | XXX    |

## Play-off Promozione
|  | Semifinali | Semifinali        | Semifinali | Semifinali | Semifinali |  |  | Finale | Finale | Finale | Finale | Finale |  |
|  |            |                   |            |            |            |  |  |        |        |        |        |        |  |
|  | 2          | Latina            | 3          | 2          | 3          |  |  |        |        |        |        |        |  |
|  | 5          | Cagliari          | 0          | 3          | 1          |  |  | 2      | Latina | Latina | 3      | 3      |  |
|  | 3          | Loreto            | 2          | 3          | 3          |  |  | 3      | Loreto | Loreto | 0      | 1      |  |
|  | 4          | Isola della Scala | 3          | 0          | 1          |  |  |        |        |        |        |        |  |